# 飯高茂
飯高 茂（いいたか しげる、1942年5月29日 - ）は、日本の数学者。理学博士（東京大学・1970年）（学位論文「代数多様体の{\displaystyle D}次元について」）。学習院大学名誉教授。専門は代数幾何学。

## 人物
1942年、千葉県生まれ。千葉市立登戸小学校、千葉市立緑町中学校、千葉県立千葉第一高等学校を経て、1961年東京大学理科一類入学、1963年東京大学理学部数学科進学、1965年東京大学理学部数学科卒業。1965年東京大学大学院理学系研究科数学専攻修士課程入学、1967年同修了。
1967年東京大学理学部数学教室助手、専任講師、助教授を経る。1970年に学位論文「代数多様体の{\displaystyle D}次元について」を東京大学に提出し理学博士の学位を取得。1971年から72年まで米国プリンストン高等研究所（I.A.S.）研究員。1985年から学習院大学理学部数学科教授。2013年名誉教授。
代数幾何学のリーダーとして世界的に知られるフィールズ賞受賞者小平邦彦の正統な後継者の一人であり、代数多様体の研究で重要となる双有理変換に着目し、その性質を研究するために『小平次元』の理論を構築して、代数幾何学研究の一つのパラダイムを提唱し、研究を牽引してきた。1970年頃、飯高予想と呼ばれる予想を提起した。現在も未解決である。なお、飯高予想の6次元以下については、2018年度フィールズ賞受賞者のコーチェル・ビルカー (Caucher Birkar) が証明している。
日本数学会弥永賞、日本学士院賞を受賞。日本数学会理事、理事長（学会長に当たる）、監査、日本数学教育学会理事、日本学術会議（数理科学分科会）連携会員など多くの役職を歴任。1983年のICMに招待講演者として招聘された。
計算機やプログラミングが得意であり、プログラミング言語「Prolog」に関する著書もある。
Prologでは、整数、論理、数列、集合、置換、循環小数、群、位相など様々な数学的対象を扱うことができる。

## 著書
- 『いいたかないけど数学者なのだ』日本放送出版協会、2006
- 『数学の研究をはじめよう (I)』現代数学社、2016
- 『数学の研究をはじめよう (II)』現代数学社、2016
- 『数学の研究をはじめよう (III)』現代数学社、2017
- 『数学の研究をはじめよう (III)』現代数学社、2017
- 『数学の研究をはじめよう (V)』現代数学社、2018
- 『数学の研究をはじめよう (VI)』現代数学社、2020
- 『数学の研究をはじめよう (VII)』現代数学社、2021

## 脚註
1. ↑  飯高茂. “吉田君の思いで 2”.  放送大学多摩数学クラブ. 2021年12月15日閲覧。
2. ↑  “サイエンスインタビュー 飯高茂教授”.   学習院大学. 2021年6月17日閲覧。
3. ↑  藤野修. “飯高予想について”.   藤野修. 2020年6月16日閲覧。
4. ↑  Fujino, Osamu (2020). Iitaka conjecture: An introduction. Springer Singapore
5. ↑  Birkar, C (2009). “The Iitaka conjecture Cn,m in dimension six”. Compositio Mathematica 145(6):  1442-1446. doi:10.1112/S0010437X09004187.
6. ↑  ICM Plenary and Invited Speakers 国際数学者連合公式サイト（英語）
7. ↑  サイエンスインタビュー：第3回 「挑戦し、極める」 学習院大学理学部公式サイト